# Soldiers Who Want to Be Heroes
"Soldiers Who Want to Be Heroes" is een nummer van de Amerikaanse zanger en dichter Rod McKuen. Het verscheen in november 1965 als single. In 1971 werd een nieuwe versie van het nummer uitgebracht als single ter promotie van het compilatiealbum Try Rod McKuen in the Privacy of Your Own Home, dat een jaar eerder verscheen.

## Achtergrond
"Soldiers Who Want to Be Heroes" is geschreven en geproduceerd door Rod McKuen. McKuen schreef het nummer uit frustratie, aangezien hij zich machteloos voelde omdat jonge mensen moesten vechten in een volgens hem zinloze oorlog. Hij werd geïnspireerd om het te schrijven toen hij in de Koreaanse Oorlog de tekst "Soldiers who want to be heroes number damn near zero, but there are god damn millions who want to be civilians" (Soldaten die helden willen zijn kom je maar verdomd weinig tegen, maar er zijn miljoenen die verdomme burgers willen zijn) op een toiletmuur zag staan. Hij paste deze tekst ietwat aan - met name het gebruik van "damn" werd vermeden - voor het refrein van het nummer. Het nummer werd in 1963 voor het eerst uitgebracht door het Gateway Trio, een voortzetting van drie leden van de folkgroep Gateway Singers, als de B-kant van hun single "Poor Man's Travelin' Blues".
In november 1965 bracht McKuen zelf een versie van "Soldiers Who Want to Be Heroes" uit als single, maar dit werd geen succes. In 1970 werd een liveversie, opgenomen in het London Palladium, uitgebracht als single in de Verenigde Staten, maar ook dit werd geen hit. Dit kan te maken hebben met het feit dat de single in de VS werd geboycot vanwege de anti-oorlogsboodschap. Datzelfde jaar stond een nieuwe versie op het compilatiealbum Try Rod McKuen in the Privacy of Your Own Home, dat bestaat uit oude nummers en een aantal nieuwe opnamen. In 1971 kwam deze versie uit als single in Nederland en België en werd het wel een succes: in Nederland werd het een nummer 1-hit in zowel de Top 40 als de Daverende Dertig, terwijl in België de vijfde plaats in Vlaanderen en de 45e plaats in Wallonië werd gehaald.

## Hitnoteringen

### Nederlandse Top 40
| Hitnotering: 28-08-1971 t/m 18-12-1971 | Hitnotering: 28-08-1971 t/m 18-12-1971 | Hitnotering: 28-08-1971 t/m 18-12-1971 | Hitnotering: 28-08-1971 t/m 18-12-1971 | Hitnotering: 28-08-1971 t/m 18-12-1971 | Hitnotering: 28-08-1971 t/m 18-12-1971 | Hitnotering: 28-08-1971 t/m 18-12-1971 | Hitnotering: 28-08-1971 t/m 18-12-1971 | Hitnotering: 28-08-1971 t/m 18-12-1971 | Hitnotering: 28-08-1971 t/m 18-12-1971 | Hitnotering: 28-08-1971 t/m 18-12-1971 | Hitnotering: 28-08-1971 t/m 18-12-1971 | Hitnotering: 28-08-1971 t/m 18-12-1971 | Hitnotering: 28-08-1971 t/m 18-12-1971 | Hitnotering: 28-08-1971 t/m 18-12-1971 | Hitnotering: 28-08-1971 t/m 18-12-1971 | Hitnotering: 28-08-1971 t/m 18-12-1971 | Hitnotering: 28-08-1971 t/m 18-12-1971 | Hitnotering: 28-08-1971 t/m 18-12-1971 |
| Week                                   | 1                                      | 2                                      | 3                                      | 4                                      | 5                                      | 6                                      | 7                                      | 8                                      | 9                                      | 10                                     | 11                                     | 12                                     | 13                                     | 14                                     | 15                                     | 16                                     | 17                                     |                                        |
| -------------------------------------- | -------------------------------------- | -------------------------------------- | -------------------------------------- | -------------------------------------- | -------------------------------------- | -------------------------------------- | -------------------------------------- | -------------------------------------- | -------------------------------------- | -------------------------------------- | -------------------------------------- | -------------------------------------- | -------------------------------------- | -------------------------------------- | -------------------------------------- | -------------------------------------- | -------------------------------------- | -------------------------------------- |
| Nummer                                 | 32                                     | 27                                     | 17                                     | 10                                     | 3                                      | 1                                      | 1                                      | 1                                      | 1                                      | 2                                      | 3                                      | 9                                      | 9                                      | 11                                     | 21                                     | 26                                     | 38                                     | uit                                    |

### Daverende Dertig
| Hitnotering: 04-09-1971 t/m 04-12-1971 | Hitnotering: 04-09-1971 t/m 04-12-1971 | Hitnotering: 04-09-1971 t/m 04-12-1971 | Hitnotering: 04-09-1971 t/m 04-12-1971 | Hitnotering: 04-09-1971 t/m 04-12-1971 | Hitnotering: 04-09-1971 t/m 04-12-1971 | Hitnotering: 04-09-1971 t/m 04-12-1971 | Hitnotering: 04-09-1971 t/m 04-12-1971 | Hitnotering: 04-09-1971 t/m 04-12-1971 | Hitnotering: 04-09-1971 t/m 04-12-1971 | Hitnotering: 04-09-1971 t/m 04-12-1971 | Hitnotering: 04-09-1971 t/m 04-12-1971 | Hitnotering: 04-09-1971 t/m 04-12-1971 | Hitnotering: 04-09-1971 t/m 04-12-1971 | Hitnotering: 04-09-1971 t/m 04-12-1971 | Hitnotering: 04-09-1971 t/m 04-12-1971 |
| Week                                   | 1                                      | 2                                      | 3                                      | 4                                      | 5                                      | 6                                      | 7                                      | 8                                      | 9                                      | 10                                     | 11                                     | 12                                     | 13                                     | 14                                     |                                        |
| -------------------------------------- | -------------------------------------- | -------------------------------------- | -------------------------------------- | -------------------------------------- | -------------------------------------- | -------------------------------------- | -------------------------------------- | -------------------------------------- | -------------------------------------- | -------------------------------------- | -------------------------------------- | -------------------------------------- | -------------------------------------- | -------------------------------------- | -------------------------------------- |
| Nummer                                 | 24                                     | 20                                     | 14                                     | 4                                      | 2                                      | 1                                      | 1                                      | 2                                      | 3                                      | 4                                      | 6                                      | 14                                     | 17                                     | 30                                     | uit                                    |

### NPO Radio 2 Top 2000
| Nummer met noteringen in de NPO Radio 2 Top 2000 | '99  | '00  | '01  | '02  | '03  | '04  | '05  | '06  | '07  | '08  | '09  | '10  |
| ------------------------------------------------ | ---- | ---- | ---- | ---- | ---- | ---- | ---- | ---- | ---- | ---- | ---- | ---- |
| Soldiers Who Want to Be Heroes                   | 1221 | 1524 | 1652 | 1603 | 1522 | 1306 | 1352 | 1184 | 1630 | 1380 | 1921 | 1928 |

1. ↑  Een vetgedrukt getal geeft de hoogste notering aan.
2. ↑  Deze tabel is bijgewerkt tot en met de laatste editie (2024).